# Ulrich Pesnitzer
Ulrich Pesnitzer, auch Ulrich Bessnitzer, Ulrich Beßnitzer und Ulrich Peßnitzer (* um 1450; † 7. Oktober 1521) war ein deutscher Baumeister. Er war landesweit zuständiger Hofarchitekt, Zeugmeister und Festungsbaumeister Herzog Georgs dem Reichen von Bayern-Landshut.

## Herkunft und Leben
Ulrich Pesnitzer entstammte einer wohlhabenden ritteradeligen Familie aus der Umgebung von Maribor (Marchpurg/Marburg) in Slowenien (im 13. Jh. die Familie dort Pesničar, das Dorf heute Pesnica geschrieben, dt. Pößnitzhofen) und später aus der Steiermark  in der Umgebung von Prankh und Herberstein.
Der Urgroßvater des Baumeisters Ulrich war Ulrich Pesnitzer, der mit Barbara von Lembuch verheiratet war. 1420 kaufte er das Herrenhaus Poppendorf südöstlich von Graz.  Der Großvater des Baumeisters war dann Konrad Pesnitzer, der mit der ritteradeligen Katharina von Krottendorf verheiratet war und zu den Anhängern Herzog Albrechts VI. von Österreich gehörte. Schon 1438 hatte er für sich und seine Familie in der Minoritenkirche von Pettau (Ptuj) ein Jahrgedächtnis mit Grabstein errichten lassen, gestorben ist er allerdings erst kurz vor 1465.
Der Vater des Landshuter Baumeisters war ebenfalls ein Ulrich Pesnitzer (Pesniczer), der um 1415 geboren worden sein dürfte. Einerseits hatte er sich 1462 bei der Verteidigung Kaiser Friedrichs III. in der Wiener Hofburg gegen aufständische Bürger hervorgetan,  später jedoch, um 1469, geriet er in erbitterte Feindschaft mit diesem Kaiser. 1469 war er einer der prominentesten Mitstreiter des Andreas Baumkircher  in dessen bekannter Fehde gegen Kaiser Friedrich III. und 1472 musste sogar der Landeshauptmann Graf Thierstein Ulrichs Burg Weitersfeld an der Mur (Steiermark, nördlich von Maribor) belagern.  Am Ende führten diese Ereignisse 1475 zur Beschlagnahmung großer Teile von Ulrichs Besitzes, worunter auch Burg Weitersfeld fiel.  1476 wurde der ältere Ulrich jedoch wieder in die Gnade Kaiser Friedrichs III. aufgenommen worden.
Der spätere Baumeister Ulrich Pesnitzer dürfte um 1450, spätestens jedoch kurz vor 1460 geboren worden sein, hat also die Blütezeit seiner Familie noch erlebt und war etwa 20 bis 25 Jahre alt, als die kaiserliche Ungunst die Verhältnisse veränderte. Wie Ulrich Pesnitzer an den niederbayerischen Herzogshof gekommen ist und was er in dem prekären Jahrzehnt vor dem ersten Nachweis am Landshuter Hof unternahm, ist zurzeit nicht rekonstruierbar.

## Arbeiten
Im Jahr 1483 wird Pesnitzer in der Rentmeisterechnung für Schärding erwähnt, als dort ein Teil des herzoglichen Speichers (Kasten) abgebrochen wurde.  Ab 1484 taucht er als der oberste, aus Landshut anreisende Verantwortliche für den laufenden herzoglichen Schlossbau in Ingolstadt auf.  1485 inspiziert er Burgen und Städte im bayerischen Nordgau und inventarisiert das Kriegsmaterial und wird hier als herzoglicher Rat geführt.
1486 wurde der Baumeister auf Lebenszeit in den Dienst des bayerischen Herzogs aufgenommen. Sein Dienstsitz war bis 1503 Landshut, später hat er auf der Burg zu Burghausen gelebt.
Bald nach 1486 war er für ein eindrucksvoll illustriertes Inventar der Landshuter Zeughausbestände (siehe Werke) verantwortlich.
Später war er z. B. für die Bestallung eines Hofzimmermanns in Burghausen zuständig und soll 1487 große Zwingeranlagen in Weißenhorn errichtet haben.  Damals wurde er auch als Berater nach Nürnberg geschickt, leider sind seine konkreten Aufgaben dort nicht überliefert.  Im nächsten Jahr war er als Berater am Ausbau der salzburgischen Burg Tittmoning tätig.
Ab 1488 baute er die Artilleriebefestigung der Burg zu Burghausen mit ihren Geschützrondellen und Kurtinen aus.
Im Auftrag des Rosenberger Herzogs Peter IV. von Rosenberg soll er um 1506 am Bau der Burg Krumau beteiligt gewesen sein.

## Werke
- Zeughausinventar von Landshut. Landshut 1485 (online [abgerufen am 15. Oktober 2012]).